# Будищев, Алексей Николаевич
Алексей Николаевич Будищев (14 [26] января 1867 — 22 ноября [5 декабря] 1916) — русский писатель-беллетрист и поэт.

## Биография
Алексей Будищев родился 14 (26) января 1867 в имении Богоявленский Чардым Петровского уезда Саратовской губернии (ныне — Чардым Лопатинского района Пензенской области). Двоюродный дед — картограф И. М. Будищев; родной дядя — Алексей Фёдорович Будищев, подполковник корпуса лесничих, один из первых исследователей российского Приморья и Приамурья; отец — дворянин, отставной военный Николай Фёдорович Будищев; мать — Филиппина Игнатьевна, из польского шляхетского рода Квятковских. Окончил классическую гимназию в городе Пензе, затем учился на медицинском факультете Московского университета. С увлечением занимался зоологией, но вскоре потерял интерес к медицине и ушёл из университета, не окончив 4 курс.
Писать начал ещё будучи студентом и уже к 19 годам стал деятельным сотрудником «Будильника», «Русского сатирического листка», «Осколков», позднее «Русской жизни», «Петербургской газеты», «Нового времени», «России» и «Руси». Помещал также свои произведения в «Ниве», «Живописном обозрении стран света», «Северном вестнике», «Вестнике Европы», журнале «Русское богатство»
Часть многочисленных рассказов, очерков, небольших романов и стихотворений была опубликована в книгах: «Степные волки»  (СПб., 1897), «Разные понятия»  (СПб., 1901), «Распря»  (СПб., 1901), «Пробужденная Совесть»  (СПб., 1900), «Лучший друг»  (СПб., 1901), «Я и он» (СПб., 1903), «Солнечные дни»  (СПб.), «Стихотворения» (Санкт-Петербург, 1901 год).
В начале своей литературной деятельности Алексей Будищев писал очень много стихов, но только малая часть из них вошла в сборник его стихотворений. Его слог в юмористических пьесах Венгеров называл бойким, в других — легким, мелодичным, порою даже живописным. В ряду стихотворений последнего рода пользуется известностью небольшая картинка древнеримской жизни — «Триумфатор». Однако критики сходились на том, что у него нет своей излюбленной области воспроизведения, своих собственных настроений. Он пишет на самые разнообразные темы — чаще всего, впрочем, в стиле нарядных песен Фофанова о весне и любви, — но это, судя по всему, не захватывает ни его самого, ни читателя.
Автор текста знаменитого романса «Калитка» (1898).
В 1909 году, протестуя в числе многих деятелей искусства (Л. Н. Толстой, В. Г. Короленко, Л. Андреев, Ф. Сологуб и многие другие) против массовых смертных казней, написал очерк «Нервы».
Алексей Будищев был одним из членов петербургского литературного кружка «Пятница».
В сотрудничестве с Александром Митрофановичем Фёдоровым он переделал в драму свой рассказ «Катастрофа» .
Болгарский поэт Красимир Георгиев перевёл на болгарский язык стихотворение Будищева «Недвижно облака повисли над землёй».
Много лет жил в Гатчине.
Алексей Николаевич Будищев скончался 22 ноября 1916 года в возрасте 49-ти лет от порока сердца. Запись о его смерти сохранилась в метрической книге Преображенского всей гвардии собора. Похоронен на Волковском кладбище — Литераторских мостках (южная часть).

## Критика
В конце XIX — начале XX века Семён Венгеров на страницах «Энциклопедического словаря Брокгауза и Ефрона» дал следующую оценку творчеству Будищева:
«Всего слабее большие повести и романы Б.: неудачное подражание Достоевскому в „Я и он“, обличение доморощенного ницшеанства в „Лучшем друге“, бульварная уголовщина в „Степных волках“. Настоящее его призвание — литературная миниатюра. Небольшие рассказы его и в частности те, которые вошли в лучший его сборник — „Разные понятия“, — написаны очень колоритно, с блестками настоящего юмора, с уменьем на небольшом пространстве газетного фельетона ярко обрисовать положение и целый тип. Он очень тонко чувствует природу, любит лес, степь и умеет передать свои настроения читателю. Вообще в ряду представителей созданного у нас Чеховым небольшого рассказа Б. по художественным ресурсам должен был занять одно из первых мест. Он не занял, однако, такого соответствующего его природным дарованиям положения в литературе, потому что лишен того, что можно назвать художественным миросозерцанием; у него нет определенного взгляда на жизнь. С талантом подмечая и воспроизводя отдельные черточки действительности, Б. не только не дает совокупностью своих произведений общего освоения русской жизни, но даже в каждом отдельном рассказе не выдерживает типичности и быстро сбивается на анекдот. Фатальное влияние на художественную ценность рассказов Б. оказало тяготение к уголовщине, без которой не обходится почти ни одно из его произведений. Чрезмерное для правдивой картины русской жизни место занимают также в его рассказах адюльтер и ревность. Столь характерное для русской общественности „пробуждение совести“ более чуткого свойства совершенно ускользнуло от внимания Б. Тот, кто хотел бы познакомиться с русскою жизнью конца XIX века по его произведениям, пришел бы к странному заключению, что кроме всякого рода хищников в прямом смысле этого слова ничего у нас не было тогда. Народная жизнь тоже очень односторонне взята у Б. — большею частью со стороны дикой тьмы невежества, в ней царящей. В общем, погоня за эффектом внешним ослабила у Б. разработку эффектов более тонких.»

## Память
- «Памятник романсу „Калитка“» открыт в сквере Николая Терентьева (город Гатчина, Ленинградская область)[15]